# عندما كانت مارني هناك
عندما كانت مارني هناك هو فيلم أنمي تم إنتاجه في اليابان وصدر في سنة 2014. الفيلم من إخراج هيروماسا يونيبايشي وكتابة ماساشي أندو وهيروماسا يونيبايشي. من بطولة سارا تاكتسوكي وكاسومي أيرومورا.

## الميزانية والإيرادات
بلغت تكلفة إنتاج الفيلم حوالي Japanese yen1.15 مليار دولار بينما حقق إيرادات تقدر بـ Japanese yen3.63 مليار دولار .

## وصلات خارجية
- عندما كانت مارني هناك على موقع IMDb (الإنجليزية)
- عندما كانت مارني هناك على موقع ميتاكريتيك (الإنجليزية)
- عندما كانت مارني هناك على موقع روتن توميتوز (الإنجليزية)
- عندما كانت مارني هناك على موقع نتفليكس (الإنجليزية)
- عندما كانت مارني هناك على موقع قاعدة بيانات الأفلام العربية
- عندما كانت مارني هناك على موقع ألو سيني (الفرنسية)
- عندما كانت مارني هناك على موقع أول موفي (الإنجليزية)
- عندما كانت مارني هناك على موقع بوكس أوفيس موجو (الإنجليزية)
- عندما كانت مارني هناك على موقع فيلمافينيتي (الإسبانية)
- عندما كانت مارني هناك على موقع قاعدة بيانات الأفلام السويدية (السويدية)